# Monniksfruit
Monniksfruit of arhatsfruit (Siraitia grosvenorii) is een kruidachtige vaste klimplant uit de komkommerfamilie (Cucurbitaceae). De plant komt van nature voor in berggebieden in het zuiden van China en noorden van Indochina. Met name in China wordt de plant verbouwd om haar ronde, 4-5 cm grote en wrangzoete vruchten. Het vruchtsap bevat mogrosiden, natuurlijke zoetstoffen die als voedingsstof en traditioneel-Chinees geneesmiddel dienen, met name tegen keelpijn.
De eerste vermelding van de plant komt uit 13e-eeuwse geschriften van monniken in het gebied rond Guilin in Guangxi. De naam "arhatsfruit" komt van arahant, een boeddhistische monnik die verlichting bereikt. Omdat de plant lastig te verbouwen is, werd ze weinig gebruikt in de traditionele Chinese geneeskunde, die bij voorkeur in grote hoeveelheid beschikbare middelen gebruikt. Om dezelfde reden waren tot de 20e eeuw buiten China alleen de gedroogde vruchten van de plant bekend. De National Geographic Society financierde in de jaren 1930 een expeditie om de levende plant in China te vinden en naar Europa te brengen. De wetenschappelijke naam komt van Gilbert Hovey Grosvenor, destijds de voorzitter van de National Geographic Society.
De plant kan drie tot vijf meter hoog worden door over andere planten of obstakels te klimmen. De bladeren zijn 10 tot 20 cm lang. De ronde vruchten zijn vier tot acht cm groot, geelbruin van kleur, met een gladde, ongeveer een millimeter dikke schil. De zaden zijn vaalgeel van kleur en ovaal van vorm. Ze hebben enkele maanden nodig om te ontkiemen.
De schil van de vruchten worden voor consumptie gedroogd en is dan bruinig van kleur en bros. Het vruchtvlees kan ook vers worden gegeten, maar omdat de vruchten moeilijk houdbaar zijn is de gedroogde vorm gebruikelijker.